# اکسودیپین
اکسودیپین (به انگلیسی: Oxodipine) با فرمول شیمیایی C۱۹H۲۱NO۶ یک ترکیب شیمیایی با شناسه پاب‌کم ۵۶۱۰۸ است. که جرم مولی آن ۳۵۹٫۳۷۳۱۴ g/mol می‌باشد. 